# عبد الصمد (اسم)
عبد الصمد اسم عربي يطلق على الذكور، وهو مستخدم في العهد الحديث كإسم وكلقب. وهو مكون من جزأين «عبد» و «الصمد». الصمد وهي اسم من اسماء الله الحسنى المذكورة في القرآن الكريم. 

## الأشخاص
- عبد الباسط عبد الصمد (1927–1988)، قارئ قرآن شهير مصري من الصعيد.
- عبد الصمد شاحيري (مواليد 1982)، لاعب كرة قدم مغربي.
- عبد الصمد رفيق (مواليد 1982)، لاعب كرة قدم مغربي.
- عبد الصمد الحسين مواليد /2008/طالب شرعي سوري

## انظر ايضاً
- عبد الـ
- الصمد (توضيح)